# Orville Taylor
Orville Taylor (* 11. Mai 1970) ist ein ehemaliger jamaikanischer Sprinter.
Bei den Commonwealth Games 1994 in Victoria gewann er Silber in der 4-mal-400-Meter-Staffel und erreichte über 200 m das Viertelfinale.
1995 holte er jeweils Silber bei den Panamerikanischen Spielen in Mar del Plata mit der jamaikanischen 4-mal-400-Meter-Stafette und bei den Zentralamerika- und Karibikmeisterschaften über 400 m.

## Persönliche Bestzeiten
- 200 m: 20,67 s, 25. Mai 2002, San Angelo
- 400 m: 45,37 s, 15. Juli 1995, Guatemala-Stadt